# 久邇邦昭
久邇 邦昭（くに くにあき、1929年〈昭和4年〉3月25日 - ）は、日本の旧皇族。久邇宮第4代当主。元実業家（川崎汽船役員）、元神職（伊勢神宮大宮司）。皇籍離脱前の名と身位は邦昭王（くにあきおう）。香淳皇后  (昭和天皇后)  の甥であり、第125代天皇・明仁（上皇）の従兄にあたる。日本国憲法・現行皇室典範施行後も皇族であったが、GHQの指令により昭和22年  (1947年)  10月14日皇籍離脱した。北朝3代崇光天皇男系19世孫（伏見宮邦家親王男系4世孫）。

## 略歴
1929年（昭和4年）3月25日午後3時35分、東京帝国大学医学部付属病院にて、久邇宮朝融王と同妃知子女王の第1王子として誕生。御七夜の3月31日に「邦昭」と命名された。1935年（昭和10年）4月、学習院初等科に入学、戦時中は海軍兵学校（77期）へ進むが、途中で終戦となる。戦後は、連合国軍占領下において、1947年（昭和22年）10月14日に他の皇族と共に臣籍降下（皇籍離脱）した。1951年（昭和26年）3月、学習院大学政治経済学部卒業後、川崎汽船に勤務し、取締役を務めた。同社退職後は、伊勢神宮の大宮司（1990年 - 2001年）、神社本庁統理（2001年 - 2011年）、霞会館理事長（1991年 - 2007年）、日本会議顧問などを務めた。伊勢神宮の大宮司に就任するにあたり、雅楽を研究するため武蔵野音楽大学に入学、卒業した。

## 栄典
- 1940年（昭和15年）8月15日 - 紀元二千六百年祝典記念章[7]

## 血縁
香淳皇后は叔母、第125代天皇・明仁（上皇）は従弟にあたる。娘の久邇晃子は、かつて今上天皇の妃候補の1人に挙げられたこともある。
- 父：久邇宮朝融王
- 母：朝融王妃知子女王
- 兄弟：正子 - 朝子 - 邦昭 - 通子 - 英子 - 朝建 - 典子 - 朝宏
- 妻：正子 (1937年1月19日[8] - ) -（ただこ[9]、弘世現の3女）。
- 子女：
  - 長男：朝尊（1959年[10]10月30日[8] - ) -伊勢神宮大宮司。
    - 同妻：良子(東京学芸大学教授、1963年1月21日[8] - )。

  - 次男：邦晴（1961年8月16日[8] - ） ‐ 大手重機メーカー勤務。未婚。[11][12]
  - 長女：晃子（1963年8月25日[8] - ） -精神科医。

## 系譜
| 邦昭王 | 父: 朝融王(久邇宮) | 祖父: 邦彦王(久邇宮） | 曾祖父: 朝彦親王（久邇宮) |
| 邦昭王 | 父: 朝融王(久邇宮) | 祖父: 邦彦王(久邇宮） | 曾祖母: 泉萬喜子          |
| 邦昭王 | 父: 朝融王(久邇宮) | 祖母: 俔子            | 曾祖父: 島津忠義          |
| 邦昭王 | 父: 朝融王(久邇宮) | 祖母: 俔子            | 曾祖母: 山崎寿満子        |
| 邦昭王 | 母: 知子女王       | 祖父: 博恭王(伏見宮)  | 曾祖父: 貞愛親王(伏見宮)  |
| 邦昭王 | 母: 知子女王       | 祖父: 博恭王(伏見宮)  | 曾祖母: 河野千代子        |
| 邦昭王 | 母: 知子女王       | 祖母: 徳川経子        | 曾祖父: 徳川慶喜          |
| 邦昭王 | 母: 知子女王       | 祖母: 徳川経子        | 曾祖母: 新村信            |

このように両親が皇族であり、明仁上皇の従兄に当たるなど、現皇室とも血縁的に極めて近いことから、21世紀以降に表面化した、皇族男子（親王・王）の不足による皇位継承問題が指摘される中で、その存在が注目を集めている。

## 文献
- 久邇邦昭『少年皇族の見た戦争：宮家に生まれ一市民として生きた我が生涯』 PHP研究所、2015年。ISBN 978-4569824284
- 霞会館華族家系大成編輯委員会『平成新修旧華族家系大成 上』吉川弘文館、1996年。ISBN 978-4642036702。